# Liste der Bischöfe von Cammin

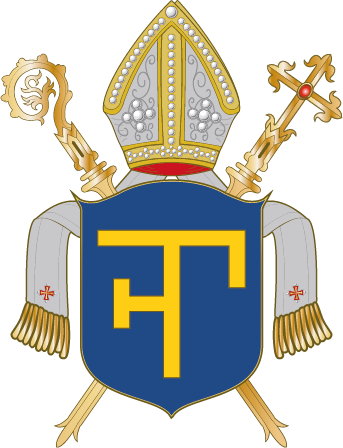
Wappen des ehem. Bistums Cammin

Die Liste der Bischöfe von Cammin führt alle Bischöfe von der Gründung des pommerschen Bistums Cammin bis zur Säkularisation nach dem Dreißigjährigen Krieg auf. Das Bistum wurde 1140 in Wollin gegründet und im Jahre 1176 nach Cammin verlegt.

## Vorreformatorische Bischöfe
| von       | bis       | Name                                    | Anmerkung                                                                            |
| --------- | --------- | --------------------------------------- | ------------------------------------------------------------------------------------ |
| 1140      | 1163/1164 | Adalbert von Pommern                    |                                                                                      |
| 1163/1164 | 1186      | Konrad I. von Salzwedel                 |                                                                                      |
| 1186      | 1191      | Siegfried I.                            |                                                                                      |
| 1191      | 1219      | Sigwin                                  |                                                                                      |
| 1219      | 1233      | Konrad II.                              |                                                                                      |
| 1233      | 1241      | Konrad III.                             | war Konrad II. von Salzwedel – Neffe von Bischof Konrad I.                           |
| 1241      | 1244      |                                         | Sedisvakanz                                                                          |
| 1244      | 1251      | Wilhelm                                 |                                                                                      |
| 1251      | 1288/1289 | Hermann von Gleichen                    | 1254 geweiht                                                                         |
| 1289      | 1293/1294 | Jaromar von Rügen                       | Sohn von Fürst Wizlaw II., starb vor der Weihe                                       |
| 1294      | 1296      | Wizlaw                                  | vom Domkapitel gewählt, vom Papst nicht bestätigt                                    |
| 1296      | 1300      | Petrus                                  |                                                                                      |
| 1302      | 1317      | Heinrich von Wacholz                    |                                                                                      |
| 1317      | 1324      | Konrad IV.                              |                                                                                      |
| 1324      | 1330      | Arnold von Eltz                         |                                                                                      |
| 1330      | 1343      | Friedrich von Eickstedt                 |                                                                                      |
| 1343      | 1370      | Johann I.                               |                                                                                      |
| 1370      | 1385      | Philipp von Rehberg                     |                                                                                      |
| 1385      | 1386      | Johannes II. Wilcken                    |                                                                                      |
| 1386      | 1394      | Johannes III. Brunonis                  |                                                                                      |
| 1394      | 1398      | Johann IV., Herzog von Schlesien-Oppeln |                                                                                      |
| 1398      | 1410      | Nikolaus von Schippenbeil               |                                                                                      |
| 1410      | 1424      | Magnus, Herzog von Sachsen-Lauenburg    |                                                                                      |
| 1424      | 1446      | Siegfried II. Bock                      |                                                                                      |
| 1446      | 1468      | Henning Iwen                            |                                                                                      |
| 1469      | 1480      | Ludwig von Eberstein                    | regierte als gewählter Bischof (Postulat), erhielt nicht die Anerkennung des Papstes |
| 1471      | 1479      | Nikolaus von Tüngen                     | Versetzung nach Cammin vom Papst angeordnet, blieb aber Bischof von Ermland          |
| 1479      | 1482      | Marinus de Fregeno                      |                                                                                      |
| 1482      | 1485      | Angelus Geraldini                       | war nie in Pommern, auch Bischof von Sessa Aurunca                                   |
| 1485      | 1498      | Benedikt von Waldstein                  |                                                                                      |
| 1498      | 1521      | Martin Carith                           |                                                                                      |
| 1521      | 1544      | Erasmus von Manteuffel-Arnhausen        |                                                                                      |

## Evangelische Bischöfe

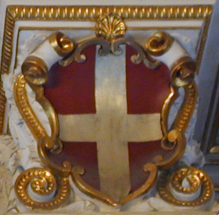
Ab dem 16. Jahrhundert wurde das Wappen des Bistums Cammin als weißes Kreuz auf rotem Grund geführt

| von  | bis  | Name                                         | Anmerkung  |
| ---- | ---- | -------------------------------------------- | ---------- |
| 1545 | 1549 | Bartholomäus Swawe                           | auch Suawe |
| 1549 | 1556 | Martin Weiher von Leba                       |            |
| 1557 | 1574 | Johann Friedrich, Herzog von Pommern-Wolgast |            |
| 1574 | 1602 | Kasimir VI., Herzog von Pommern              |            |
| 1602 | 1618 | Franz, Herzog von Pommern                    |            |
| 1618 | 1622 | Ulrich, Herzog von Pommern                   |            |
| 1623 | 1637 | Bogislaw XIV., Herzog von Pommern            |            |
| 1637 | 1650 | Ernst Bogislaw von Croy                      |            |